# فرودگاه کینگز لند او لیک
فرودگاه کینگز لند او لیک  (به انگلیسی: Kings Land O' Lakes Airport) یک فرودگاه همگانی بهره‌برداری هوایی است که یک باند فرود آسفالت دارد و طول باند آن ۱۲۱۹ متر است. این فرودگاه در کشور ایالات متحده آمریکا قرار دارد و در ارتفاع ۵۱۹ متری از سطح دریا واقع شده است.